# NGC 375
NGC 375 je eliptická galaxie v souhvězdí Ryb. Její zdánlivá jasnost je 14,5m a úhlová velikost 0,5′ × 0,5′. Je vzdálená 268 milionů světelných let, průměr má 40 000 světelných let. Galaxie je členem řetezce galaxií zařazeného v Arpově Katalogu pekuliarních galaxií jako Arp 311. Galaxii objevil 1. prosince 1874 Lawrence Parsons.

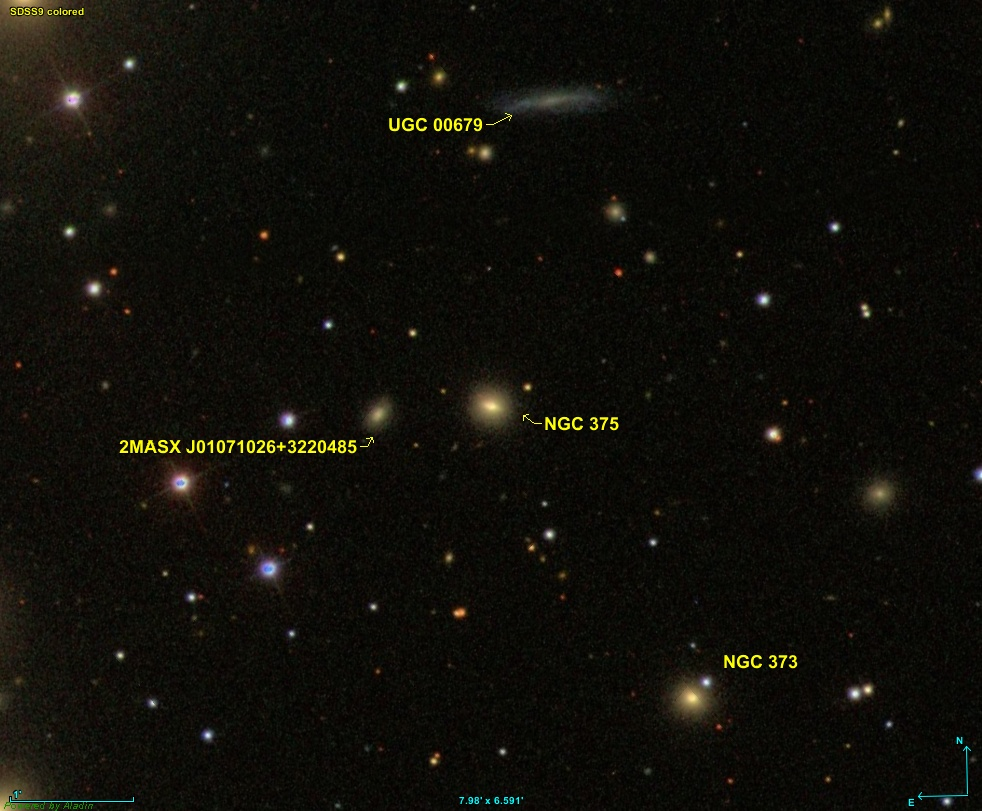
NGC 375 s NGC 373